# ザグレブ鉄道事故

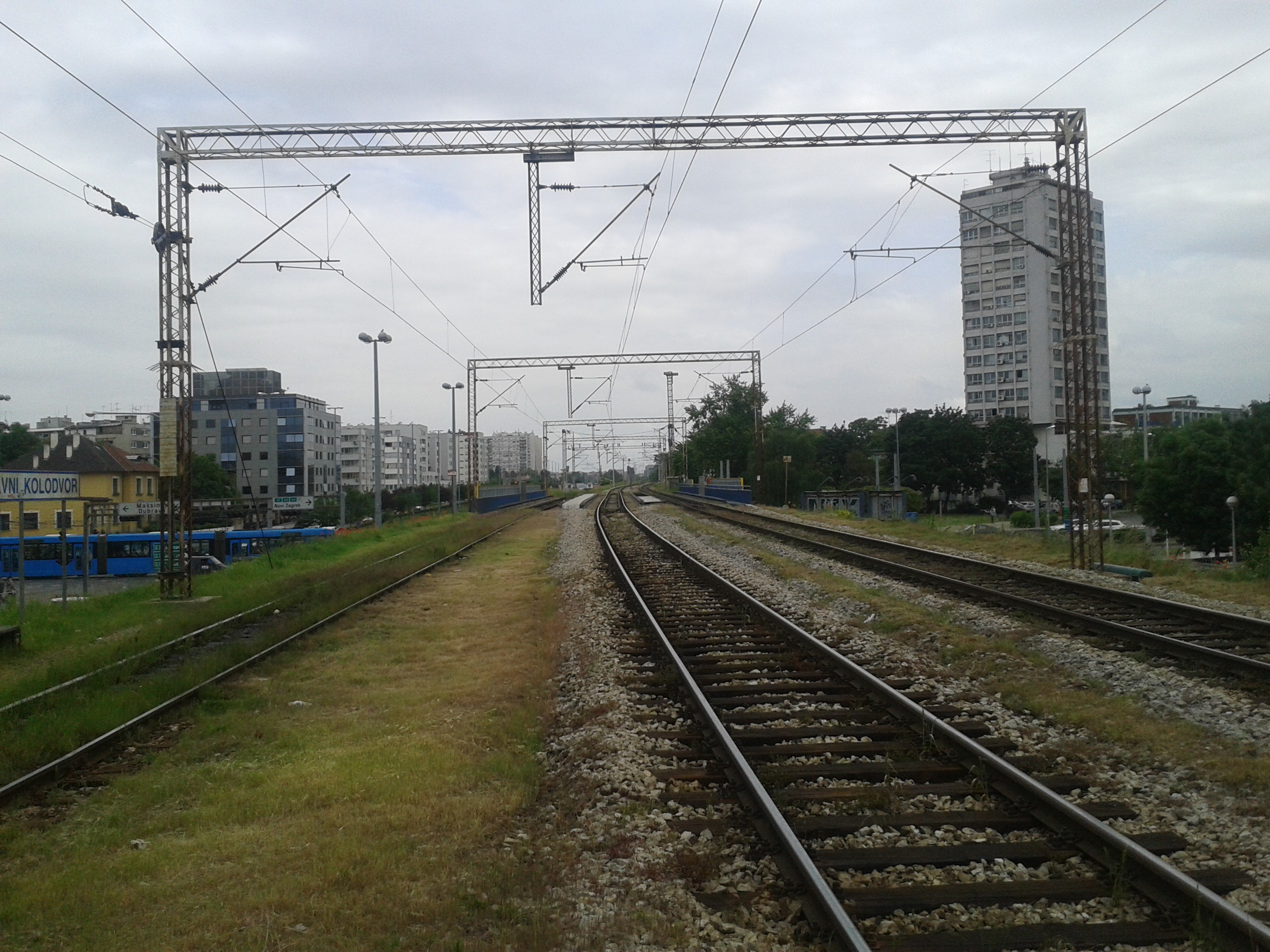
Strojarska 通りと交わる高架橋から東側（列車が進入する方向）を見る

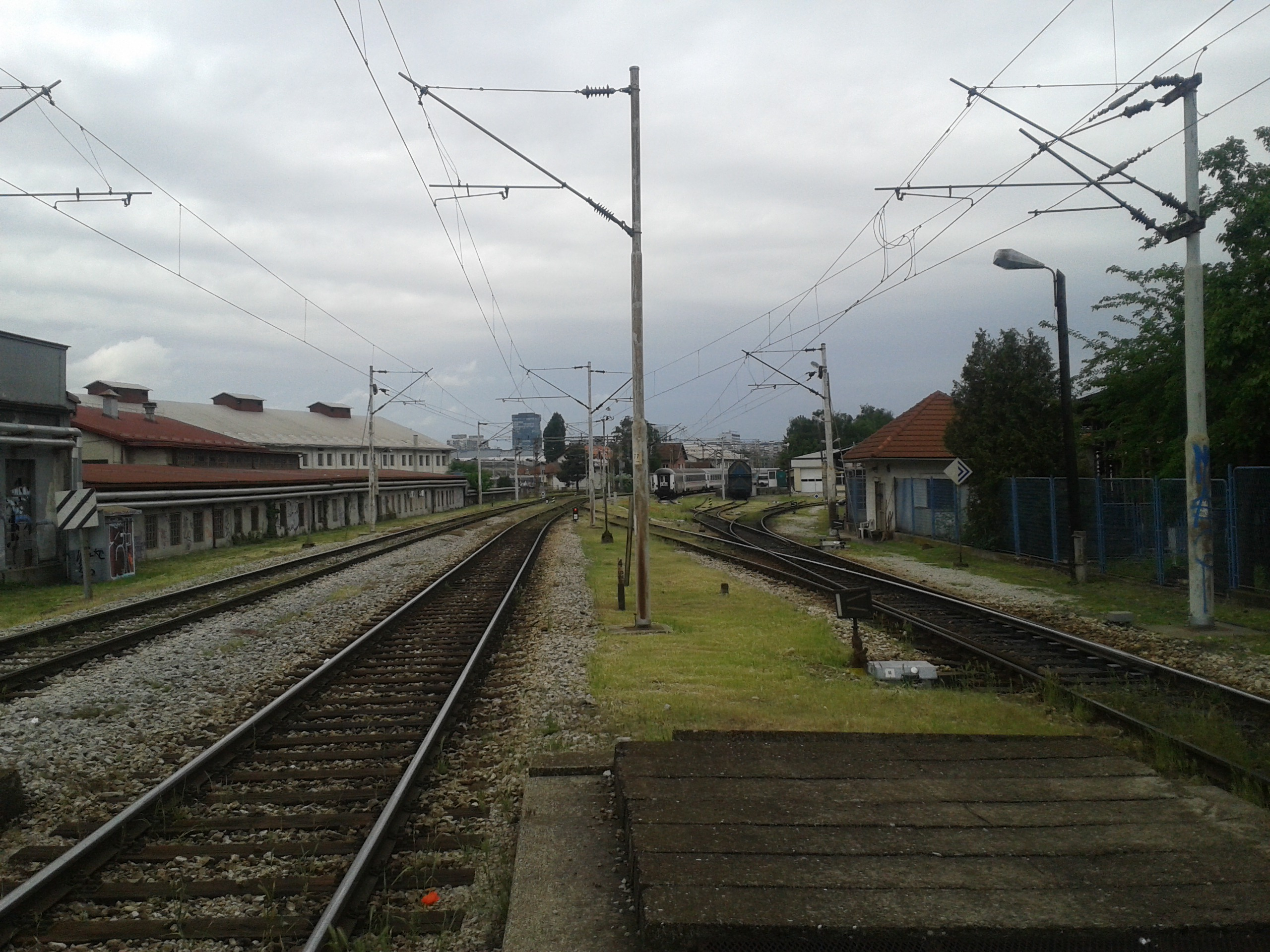
Strojarska 通りと交わる高架橋から西側を見る。事故現場は約300m前方の地点であり150m後方に中央の客車があった

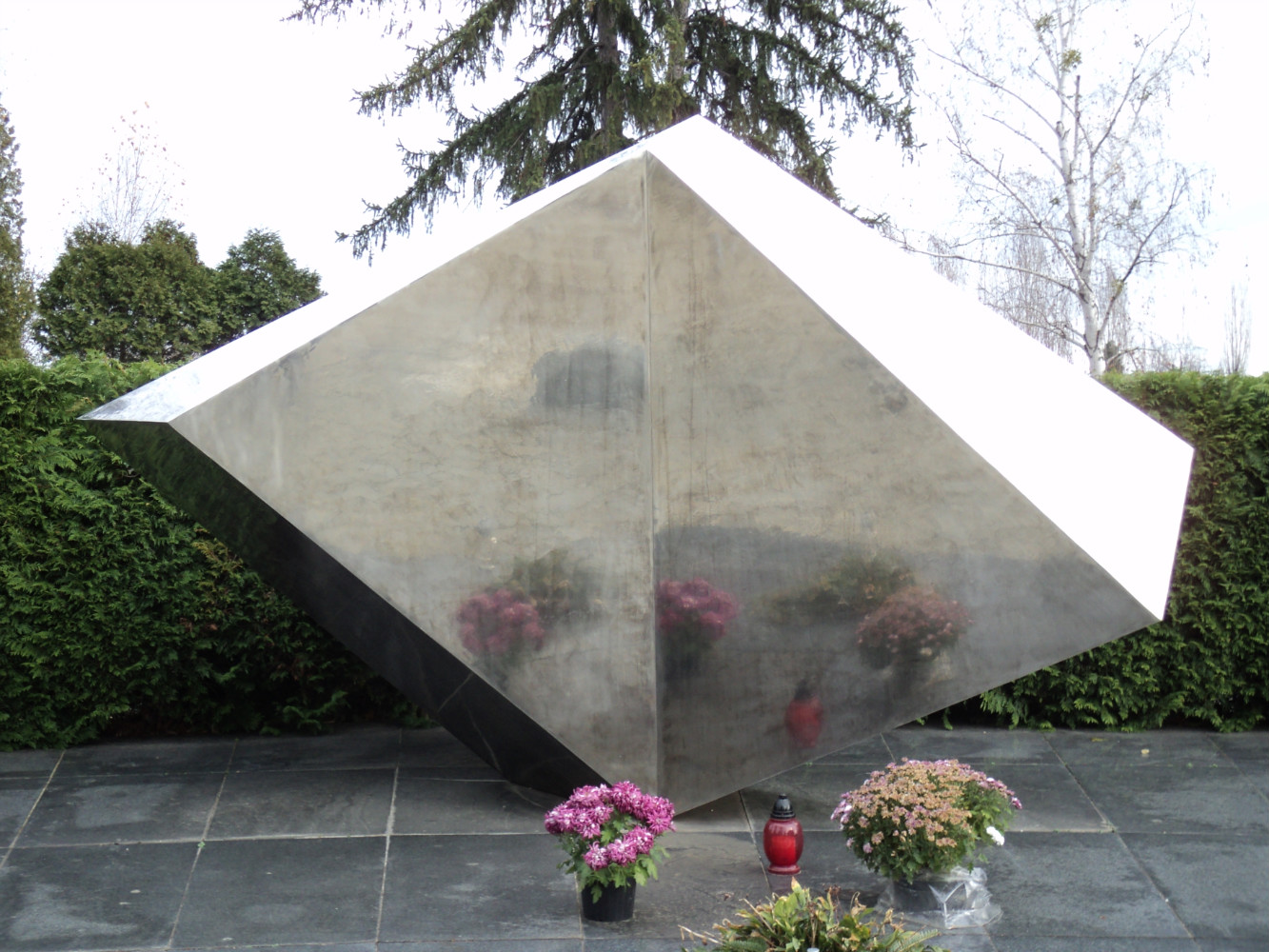
ミロゴイ墓地にあるヴォイン・バキッチ作の慰霊碑

ザグレブ鉄道事故（ザグレブてつどうじこ、英語: Zagreb train disaster）は1974年8月30日にユーゴスラビア社会主義連邦共和国（現在はクロアチア）のザグレブで発生した鉄道事故である。

## 事故概要
ベオグラード発ドルトムント行きの急行列車（第10410列車）がザグレブ中央駅に到着直前に同駅のIIa線から719m手前のカーブで9両すべての客車が脱線し153人が死亡した。機関車は脱線せず22時33分に駅のホームに到着した。この事故は当時の同国史上最悪の鉄道事故であり、現在もヨーロッパ史上最悪の出来事の1つである。
この急行列車は夏季休暇から戻ったドイツからの外国人労働者のための臨時列車だったため、見つかった乗客は主にドイツからの外国人労働者や多くの子供達を含むその家族だった。多くの乗客が即死し、41人は身元が判明できずミロゴイ墓地の共同墓地に埋葬された。死者のうち数人は切断された架線に客車が接触したことにより感電死していた。
運転士や助手は負傷しておらず機関車も無傷であった。事故にあった機関車は現在クロアチア鉄道博物館に展示されている。
この列車は19時45分（現地時間）にヴィンコヴツィからザグレブに到着していた。

## 原因
運転士のニコラ・クネジェヴィッチ（Nikola Knežević）と助手のスチェパン・ヴァルガ（Stjepan Varga）は両者とも2日間ずっと働いていたためどちらも疲れ果てていた。
その後の事故調査で列車はいくつかの地点で約70km/hの制限速度を超過しており、駅へ40km/hで進入するべきところを104km/hで走行していたことが判明した。生き残った乗客はザグレブ中央駅に到着する約1時間前、列車は減速せずにヴェリカ・ルディナやノヴォセリックの駅を通過しており、その時列車が危険なほどに傾いたと報告していた。また、彼らは居眠りをしていたためブレーキをかけるのが遅れ列車が脱線し、列車はすぐに判別できないほどの残骸となった。
運転士は禁錮15年、助手は禁錮8年を宣告された。裁判所は緩和要素として彼らが52時間の労働により疲労していたことを支持した。なお、睡眠不足の運転士を乗務させたユーゴスラビア鉄道の経営陣は誰も責任を問われなかった。